# コリン・モンゴメリー
コリン・スチュアート・モンゴメリー（Colin Stuart Montgomerie OBE、1963年6月23日 - ）は、スコットランド・グラスゴー出身で、米国ヒューストン・バプティスト大学にゴルフ留学経験のあるプロゴルファー。
1993年から1999年まで「7年連続」でヨーロピアンツアーの賞金王（賞金ランキング1位）の記録を樹立した。2005年に6年ぶり8度目の賞金王に輝いた。世界ランキング自己最高位は2位（1996年10月）。ゴルフの競技仲間たちやテレビ解説者からは“Monty”（モンティ）と呼ばれている。ヨーロピアンツアーで通算31勝、他の国際試合では総計9勝を挙げた。アメリカPGAツアーでは1度も優勝がなかったが2014年チャンピオンズツアーでアメリカ開催のツアー競技初優勝を果たした。

## プロフィール
1987年にプロ入り。1991年にスウェーデンの「スカンジナビア・マスターズ」でヨーロピアンツアー初優勝。それ以来、ヨーロッパのゴルフ界で存在感の大きい選手となる。しかしメジャー大会では通算5度の2位に甘んじている。1994年の全米オープンでは、最終ラウンドを終えた時点でモンゴメリー、アーニー・エルス、ローレン・ロバーツ（アメリカ）の3人が並んでいた。この大会のプレーオフは、最終ラウンドの終了後にもう1日（18ホール）ラウンドする方式を採用しているが、そのプレーオフでモンゴメリーはエルスに敗れた。1995年の全米プロゴルフ選手権では、スティーブ・エルキントン（オーストラリア）との接戦の末に敗れている。
2005年の全英オープンは、ゴルフの聖地セント・アンドリュース オールドコースで行われた。そこでモンゴメリーは久々にメジャー大会の優勝争いに絡んだが、優勝したタイガー・ウッズと5打差の2位に終わった。（優勝したウッズとの第3ラウンドに先立ち、モンゴメリーはウッズについて「ここでのタイガーは（テニスの）ウィンブルドンでのフェデラーのように強いよ」と賞賛を贈った。これは自分がイギリスのヒーロー、ティム・ヘンマンになぞらえられたための比喩である。その8年前の1997年に、モンゴメリーはマスターズの第3ラウンドで、当時21歳の新人選手ウッズに完敗した後、負け惜しみを言ったことがあった。）
2013年にチャンピオンズツアー入りして2014年全米プロシニアゴルフ選手権でシニア初優勝（アメリカ開催のツアー競技初優勝）、全米シニアオープンも制す。2014年ヨーロピアンシニアツアー賞金王に輝いた。
2015年全米プロシニアゴルフ選手権で大会連覇を達成。
米国代表チームとヨーロッパ選抜チームによる団体戦「ライダーカップ」でも1991年・1993年・1995年・1997年・1999年・2002年・2004年・2006年の8大会連続出場、ヨーロッパ選抜チームには不可欠な存在だった。2010年のライダーカップではヨーロッパ選抜チームのキャプテンに就き、チームは大接戦の末優勝した。
2010年1月、ヨーロッパ選抜チームとアジア選抜チームによる団体戦ザ・ロイヤル・トロフィーでも選手兼任キャプテンとしてチームを優勝に導いている。
2013年世界ゴルフ殿堂入り。
日本のトーナメントでプレーした回数も多く、最近では2004年の「カシオワールドオープン」や2005年の「ダンロップ・フェニックス選手権」でプレーした。またヨネックスとクラブ契約していた時期には毎年12月頃に用具調整のため来日した。2017年のチャンピオンズツアーの「JAL選手権」で日本での初優勝を飾った。

## プロ優勝 (51)

### ヨーロピアンツアー優勝 (31)
| No. | 年月日      | トーナメント                       | スコア                | 打差    | 2位（タイ）                                                                          |
| --- | ----------- | ---------------------------------- | --------------------- | ------- | ------------------------------------------------------------------------------------ |
| 1   | 22 Oct 1989 | ポルトガル・オープン               | −24 (67-65-69-63=264) | 11打差  | ロジャー・デイビス, Manuel Moreno, マイク・スミス                                    |
| 2   | 4 Aug 1991  | スカンジナビアン・マスターズ       | −18 (68-65-70-67=270) | 1打差   | セベ・バレステロス                                                                   |
| 3   | 25 Jul 1993 | ハイネケン・ダッチ・オープン       | −7 (68-73-71-69=281)  | 1打差   | ホセ・コセレス, ジャン・ヴァン・デ・ヴェルデ                                         |
| 4   | 7 Nov 1993  | ボルボ・マスターズ                 | −10 (69-70-67-68=274) | 1打差   | ダレン・クラーク                                                                     |
| 5   | 15 May 1994 | Peugeot Open de Espana             | −11 (70-71-66-70=277) | 1打差   | Richard Boxall, マーク・マクナルティ, マーク・ロー                                   |
| 6   | 21 Aug 1994 | Murphy's English Open              | −14 (70-67-68-69=274) | 1打差   | バリー・レーン                                                                       |
| 7   | 28 Aug 1994 | Volvo German Open                  | −19 (65-68-66-70=269) | 1打差   | ベルンハルト・ランガー                                                               |
| 8   | 27 Aug 1995 | Volvo German Open                  | −16 (69-64-68-67=268) | 1打差   | ニクラス・ファス, サム・トーランス                                                   |
| 9   | 10 Sep 1995 | Trophée Lancôme                    | −11 (64-69-65-71=269) | 1打差   | サム・トーランス                                                                     |
| 10  | 17 Mar 1996 | ドバイ・デザート・クラシック       | −18 (67-68-67-68=270) | 1打差   | ミゲル・アンヘル・ヒメネス                                                           |
| 11  | 7 Jul 1996  | アイリッシュ・オープン             | −5 (69-69-73-68=279)  | 1打差   | アンドリュー・オールドコーン, ウェイン・ライリー                                     |
| 12  | 8 Sep 1996  | Canon European Masters             | −24 (64-71-61-63=260) | 4打差   | サム・トーランス                                                                     |
| 13  | 8 Jun 1997  | Compaq European Grand Prix         | −18 (69-68-68-65=270) | 5打差   | レティーフ・グーセン                                                                 |
| 14  | 6 Jul 1997  | アイリッシュ・オープン             | −15 (68-70-69-62=269) | 7打差   | リー・ウエストウッド                                                                 |
| 15  | 25 May 1998 | ボルボPGA選手権                    | −14 (70-70-65-69=274) | 1打差   | アーニー・エルス, ゲーリー・オー, Patrik Sjöland                                     |
| 16  | 13 Sep 1998 | One 2 One British Masters          | −7 (70-72-70-69=281)  | 1打差   | Pierre Fulke, エドアルド・ロメロ                                                     |
| 17  | 27 Sep 1998 | Linde German Masters               | −22 (65-68-66-67=266) | 1打差   | ロバート・カールソン, ビジェイ・シン                                                 |
| 18  | 16 May 1999 | Benson & Hedges International Open | −15 (68-66-71-68=273) | 3打差   | アンヘル・カブレラ, Per-Ulrik Johansson                                              |
| 19  | 31 May 1999 | Volvo PGA Championship             | −18 (69-70-67-64=270) | 5打差   | マーク・ジェームス                                                                   |
| 20  | 10 Jul 1999 | Standard Life Loch Lomond          | −16 (69-65-70-64=268) | 3打差   | セルヒオ・ガルシア, Michael Jonzon, Mats Lanner                                      |
| 21  | 8 Aug 1999  | Volvo Scandinavian Masters         | −20 (67-67-65-69=268) | 9打差   | Jesper Parnevik                                                                      |
| 22  | 22 Aug 1999 | BMWインターナショナル・オープン    | −20 (69-65-64-70=268) | 3打差   | パドレイグ・ハリントン                                                               |
| 23  | 7 May 2000  | Novotel Perrier Open de France     | −16 (71-68-65-68=272) | 2打差   | ジョナサン・ロマス                                                                   |
| 24  | 29 May 2000 | Volvo PGA Championship             | −17 (67-65-70-69=271) | 3打差   | ダレン・クラーク, アンドリュー・コルタート, リー・ウエストウッド                     |
| 25  | 1 Jun 2001  | Murphy's Irish Open                | −18 (63-69-68-66=266) | 5打差   | ダレン・クラーク, ニクラス・ファス, パドレイグ・ハリントン                           |
| 26  | 5 Aug 2001  | Volvo Scandinavian Masters         | −14 (66-69-69-70=274) | 1打差   | イアン・ポールター, リー・ウエストウッド                                             |
| 27  | 10 Nov 2002 | Volvo Masters Andalucia            | −3 (70-69-72-70=281)  | Shared* | ベルンハルト・ランガー                                                               |
| 28  | 21 Mar 2004 | Caltex Masters                     | −16 (71-69-67-65=272) | 3打差   | グレゴリー・ハンラハン                                                               |
| 29  | 2 Oct 2005  | Dunhill Links Championship         | −9 (70-65-73-71=279)  | 1打差   | ケネス・フェリー                                                                     |
| 30  | 4 Dec 2005  | UBS Hong Kong Open                 | −9 (69-66-66-70=271)  | 1打差   | 崔京周, ジェームス・キングストン, 林根基, エドワード・ロアー, サマヌーン・スリロット |
| 31  | 8 Jul 2007  | Smurfit Kappa European Open        | −11 (69-71-64-65=269) | 1打差   | ニクラス・ファス                                                                     |

- Montgomerie and Langer agreed to share the 2002 Volvo Masters Andalucia, after failing light caused play to halt after two holes of a playoff.
- Montgomerie came first in the Volvo Bonus Pool every year from 1993 to 1998. The Volvo Bonus Pool was an extra tranche of prize money awarded at the end of each European Tour season from 1988 to 1998 to the regular members of the tour who had had the best performances over the season.

### その他優勝 (9)
- 1996 ネッドバンク・ミリオン・ダラー・チャレンジ (South Africa – 非公式)
- 1997 アンダーセンコンサルティング・ワールドチャンピオンシップ・オブ・ゴルフ, ハッサン2世ゴルフ・トロフィー (Morocco)
- 1999 世界マッチプレー選手権 (英国 – not an official money event at that time.)
- 2000 スキンズゲーム (United States)
- 2001 オーストラリアン・マスターズ (Australia)
- 2002 TCLクラシック (China)
- 2003 マカオ・オープン (China)
- 2007 オメガ・ミッションヒルズ・ワールドカップ (with マーク・ウォーレン)

### チャンピオンズツアー優勝 (5)
| Legend                                 |
| Champions Tour major championships (3) |
| Other Champions Tour (0)               |

| No. | 年月日        | トーナメント                             | スコア                | 打差       | 2位                  |
| --- | ------------- | ---------------------------------------- | --------------------- | ---------- | -------------------- |
| 1   | 2014年5月25日 | 全米プロシニアゴルフ選手権               | −13 (69-69-68-65-271) | 4打差      | トム・ワトソン       |
| 2   | 2014年7月13日 | 全米シニアオープン                       | −6 (65-71-74-69-279)  | プレーオフ | ジーン・サウアーズ   |
| 3   | 2015年5月24日 | 全米プロシニアゴルフ選手権 (2)           | −8 (72-69-70-69=280)  | 4打差      | エステバン・トレド   |
| 4   | 25 Sep 2016   | Pacific Links Bear Mountain Championship | −15 (67-64-67=198)    | Playoff    | スコット・マキャロン |
| 5   | 10 Sep 2017   | Japan Airlines Championship              | −14 (69-66-67=202)    | 1打差      | ビリー・メイフェア   |

### ヨーロピアンシニアツアー (8)
| No. | 年月日        | トーナメント                      | スコア                | 打差       | 2位（タイ）                                      |
| --- | ------------- | --------------------------------- | --------------------- | ---------- | ------------------------------------------------ |
| 1   | 2013年9月     | Travis Perkins plc Senior Masters | −10 (68-68-70=206)    | 6打差      | ポール・ウェセリン, ミゲル・アンヘル・マルティン |
| 2   | 2014年5月25日 | 全米プロシニアゴルフ選手権        | −13 (69-69-68-65-271) | 4打差      | トム・ワトソン                                   |
| 3   | 2014年7月13日 | 全米シニアオープン                | −6 (65-71-74-69-279)  | プレーオフ | ジーン・サウアーズ                               |
| 4   | 31 Aug 2014   | トラビス・パーキンス・マスターズ  | −12 (68-69-67=204)    | 10打差     | André Bossert, ゴードン・マンソン ティム・セレン |
| 5   | 7 Sep 2014    | ロシアシニアオープン              | −14 (69-68-65=202)    | 3打差      | リック・ギブソン                                 |
| 6   | 2015年5月24日 | 全米プロシニアゴルフ選手権 (2)    | −8 (72-69-70-69=280)  | 4打差      | エステバン・トレド                               |
| 7   | 6 Sep 2015    | Travis Perkins Masters (3)        | −5 (73-67-71=211)     | Playoff    | Ross Drummond                                    |
| 8   | 13 Dec 2015   | MCBツアー選手権                   | −15 (68-64-69=201)    | 3 strokes  | デビッド・フロスト                               |